# Waipahihi
Waipahihi ou Waipahīhī est une banlieue de Taupo sur la rive est du lac Taupo dans l’Île du Nord de la Nouvelle-Zélande.

## Caractéristique
Le marae local de Waipahīhī est un lieu de rencontre des Ngāti Tūwharetoa (en) un hapū des Ngāti Hinerau (en) et des Ngāti Hineure (en).
Il comprend la maison de rencontre Kurapoto .

## Démographie
La localité de Waipahihi, comprenant la zone statistique de Waipahihi et Richmond Heights, avait une population de 4 500 résidents lors du recensement néo-zélandais de 2018, en augmentation de 513 personnes (soit 12.9 %) depuis le recensement néo-zélandais de 2013, et une augmentation de 585 personnes (14.9 %) depuis le recensement de 2006.
Il y avait 1 689 logements.
Il y avait 2 250 hommes et 2 250 femmes, donnant un sex ratio de 1.0 homme pour une femme, avec 930 personnes (20.7 %) âgées de moins de 15 ans, 672 personnes (soit 14.9 %) âgées de 15 à 29 ans, 1 992 personnes (soit 44.3 %) âgées de 30 à 64 ans, et 906 personnes (soit 20.1 %) âgées de 65 ans ou plus.
L’ethnicité était pour 84.3 % européenne/Pākehā, 20.9 % maorie, 2.6 % de personnes originaires du Pacifique, 3.2 % asiatique et 2.3 % d’autres ethnicités (le total peut faire plus de 100 % dans la mesure où une personne peut s’identifier de multiples ethnies).
La proportion des personnes nées outre-mer était de 17,2 % comparée avec les 27,1 % au niveau national.
Bien que certaines personnes objectent de donner leur religion, 54 % n’avaient aucune religion, 34,4 % étaient chrétiens, 0,7 % étaient hindouistes, 0,3 % étaient musulmans, 0,7 % étaient bouddhistes et 2,6 % avaient d’autres religions.
Parmi ceux d’au moins 15 ans d’âge, 645 personnes (soit 18,1 %) étaient bacheliers ou d’un degré supérieur, et 549 personnes (soit 15,4 %) n’ont  aucune qualification formelle.
Le statut d’emploi de ceux de plus de 15 ans était pour 1 833 personnes (soit 51,3 %) employé à plein temps, 552 personnes (soit 15,5 %) étaient employés à mi-temps et 90 personnes (2,5 %) étaient sans  emploi.
| Nom              | Population      | âge médian | revenus médians |
| ---------------- | --------------- | ---------- | --------------- |
| Waipahihi        | 2 172 personnes | 46,4 ans   | 36 300 $        |
| Richmond Heights | 2 328 personnes | 37,2 ans   | 32 500 $        |
| New Zealand      |                 | 37,4 ans   | 31 800 $        |

## Éducation
L’école de Waipahihi School est une école primaire, mixte, allant des années 1 à 6,  avec un effectif de 402 élèves en mars 2021.